# Thomas Nickerson

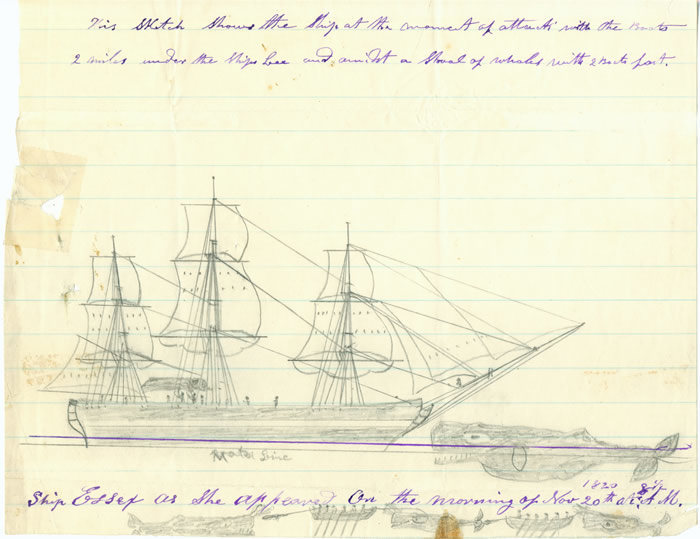
Boceto de Essex siendo golpeado por una ballena el 20 de noviembre de 1820; Esbozado más tarde en la vida por Thomas Nickerson

Thomas Gibson Nickerson (20 de marzo de 1805-7 de febrero de 1883) fue un marinero y autor estadounidense. En 1819, cuando tenía catorce años, sirvió como grumete en el ballenero Essex. Durante este viaje, el barco fue hundido por una ballena, y la tripulación pasó tres meses en el mar antes de que los sobrevivientes fueran rescatados. En 1876 escribió La pérdida del barco "Essex", un relato de la terrible experiencia y de sus posteriores experiencias en el mar. Ese manuscrito se perdió hasta 1960, cuando fue encontrado y se terminó publicando por primera vez en 1984.

## Biografía
Nickerson nació en Harwich, Massachusetts, fue el hijo de Rebecca (Gibson) y Thomas Nickerson. Realizó su primer viaje por mar en 1819, a la edad de catorce años, en el desafortunado ballenero Essex, que zarpó del puerto de Nantucket . El 20 de noviembre de 1820, una ballena embistió y hundió al barco. El primer oficial, Owen Chase, escribió más tarde sobre el incidente en la Narrativa del naufragio más extraordinario y angustioso del Whale-Ship Essex, un libro que inspiró a Herman Melville a escribir Moby-Dick .
Nickerson regresó al mar después de su rescate, sirviendo en otros barcos balleneros, y finalmente se abrió camino hasta el capitán de un barco mercante. Al retirarse dirigió una pensión en Nantucket, la cual fue visitada por el escritor Leon Lewis, quién lo animó a escribir su historia de los tres meses que estuvo perdido en el mar con los supervivientes de Essex. Nickerson hizo esto, y en 1876, envió a Lewis un manuscrito de 80 páginas junto con más relatos de otras aventuras que tuvo más en la vida para que lo publicara. Sin embargo, el escritor estaba atravesando una crisis personal y el manuscrito fue abandonado.  Cuando Lewis viajó a Inglaterra, dejó un baúl al cuidado de Rhea Ogden, una vecina de su casa de verano en el lago Keuka, cerca de Penn Yan, Nueva York . El baúl que contenía el manuscrito fue luego entregado por Ogden a su sobrino, James M. Finch, Jr. Nickerson murió en 1883, siete años después de enviar su manuscrito a Lewis. El contenido del baúl fue finalmente inspeccionado en 1960 y se descubrió la pérdida del barco "Essex" hundido por una ballena y la prueba de la tripulación en botes abiertos . Ann, la esposa de Finch, reconociendo la importancia del manuscrito, se puso en contacto con la Asociación Histórica de Nantucket . Pasaron otros veinte años antes de que Edouard A. Stackpole, un historiador ballenero de Nantucket, lo autenticara. Los Finches donaron el manuscrito a la Asociación, que publicó una versión abreviada en 1984, un siglo después de la muerte de Nickerson.

## En la cultura popular

### Libros
- La novela de 1851, Moby-Dick o La ballena de Herman Melville, que ha sido adaptada varias veces para cine, teatro y radio.
- In the Heart of the Sea: The Tragedy of the Whaleship Essex de Nathaniel Philbrick (2000), basado en parte en el relato de Nickerson.[3]

### Películas
El personaje de Nickerson fue dramatizado en tres películas:
- Un documental dramatizado de 2001, titulado Revenge of the Whale, fue producido y transmitido el 7 de septiembre de 2001 por NBC, en el que Thomas Nickerson fue interpretado por el actor Jeffrey Carlson .[4]
- En 2013, la película para televisión The Whale se transmitió en BBC One el 22 de diciembre, en la que un anciano Thomas Nickerson relató los eventos de Essex. El Nickerson mayor fue interpretado por Martin Sheen, y el Nickerson más joven por Charles Furness .
- En 2015 se estrenó la película de cine In the Heart of the Sea, dirigida por Ron Howard . El mayor Thomas Nickerson es interpretado por Brendan Gleeson y el joven Nickerson es interpretado por Tom Holland .